# Platytropius siamensis
Platytropius siamensis és una espècie de peix de la família dels esquilbèids i de l'ordre dels siluriformes.

## Morfologia
- Els mascles poden assolir 20 cm de longitud total.[4][5]

## Reproducció
És ovípar i els ous no són protegits pels pares.

## Alimentació
Menja insectes i gambes.

## Hàbitat
És un peix d'aigua dolça i de clima tropical (21 °C-25 °C).

## Distribució geogràfica
Es troba a Àsia: conques dels rius Chao Phraya i Bang Pakong (Tailàndia).